# Santa Maria della Speranza (Nápoly)
A Santa Maria della Speranza egy nápolyi templom. 1559-ben építették Juan de Ciria Portocarrero spanyol nemesúr kívánságára. 1585-ben Camillo Pignatelli, Monteleone hercegének özvegye birtokolta a templomot és a hozzá tartozó kolostort. A nemesasszony két spanyol szerzetesnek ajándékozta, így került az Ágoston-rend tulajdonába. 1746–1759 között részlegesen újjáépítették. Főoltárát Cosimo Fanzago készítette 1638-ban. Jelenleg nem használják.